# Thời kỳ Homeros
Thời kỳ Homeros hay còn gọi là Thời kỳ tăm tối, Kỷ Nguyên Bóng Tối (khoảng 1200 TCN-800 TCN) là thuật ngữ đã được thường xuyên sử dụng để chỉ đến thời kỳ Lịch sử Hy Lạp. Thời kỳ này đánh dấu bằng các cuộc thiên di của người Ionia, Doria xuống miền Trung và Nam Hy Lạp, cũng như giai đoạn suy tàn, sụp đổ của nền văn minh Mycenae ở khu vực này.
Nhà thơ mù nổi tiếng Homeros sống trong giai đoạn này và trước tác Iliad và Odyssey của ông ít nhiều phản ánh xã hội Hy Lạp thời đại đó.